# Liberia
Liberia (Republika Liberii – Republic of Liberia) – państwo położone w Afryce Zachodniej. Sąsiaduje z Gwineą, Wybrzeżem Kości Słoniowej oraz Sierra Leone. Pod koniec lat 80. XX wieku sytuacja gospodarcza i polityczna tego kraju stała się niestabilna, co było skutkiem przewrotów wojskowych i dwóch wojen domowych (1989–1996 i 1999–2003). Członek Unii Afrykańskiej i ECOWAS.

## Geografia
Państwo położone w Afryce Zachodniej kilkaset kilometrów na północ od równika. Połowa powierzchni pokryta jest lasem tropikalnym. Ukształtowanie terenu zmienia się wraz z oddaleniem od wybrzeża – początkowa równina przechodzi stopniowo w pofałdowany płaskowyż, a następnie w niewysokie góry w północno-wschodniej części kraju. Średnia temperatura utrzymuje się na poziomie 21 stopni Celsjusza. Maksimum to 37 °C. Stosunkowo niewielkie są wahania temperatury spowodowane zmianą pór dnia i roku. Występują dwie pory roku: sucha i deszczowa.

## Historia
Jest to najstarsza republika w Afryce. Powstała w wyniku umowy między Amerykańskim Towarzystwem Kolonizacyjnym a autochtonami, podpisanej w 1821 roku. Dzięki niej wyzwoleni niewolnicy ze Stanów Zjednoczonych mieli osiedlić się w tej części kontynentu, na wykupionych przez Towarzystwo terenach, i żyć w zgodzie z 18 plemionami tubylczymi. Początkowo Liberia była zależna od Stanów Zjednoczonych. 26 lipca 1847 roku Amerykano-Liberyjczycy uchwalili konstytucję, jednocześnie deklarując własną niepodległość. Nazwa kraju pochodzi od łacińskiego słowa liber – „wolny”.
Historia Liberii zdominowana była przez konflikty pomiędzy kolonią wyzwolonych niewolników, a rdzenną ludnością (zapoczątkowane rozszerzaniem terytorium kolonii poza wykupione wcześniej ziemie) oraz przez spory terytorialne z sąsiadującymi koloniami europejskimi. Do 1945 rdzenna ludność nie posiadała reprezentacji w parlamencie. Prawo do głosowania – ograniczone cenzusem majątkowym – uzyskała w 1947 roku, za rządów prezydenta Williama Tubmana, który dążył do zmniejszenia nierówności społecznej między potomkami wyzwoleńców, a rdzenną ludnością. Dominacja Amerykano-Liberyjczyków zakończyła się w 1980 roku.
W 1980 Samuel K. Doe przeprowadził przewrót wojskowy, w którym zabito urzędującego prezydenta Williama Tolberta, a władzę przejęła Ludowa Rada Ocalenia (pod przywództwem S.K. Doe). Pogłębiający się kryzys gospodarczy doprowadził do wybuchu wojny domowej w 1989, podczas której S.K. Doe poniósł śmierć. W 1997 Charles Taylor, jeden z przeciwników Doe’a, został wybrany na prezydenta Liberii. W czasie jego rządów Liberia z jednego z najzamożniejszych krajów afrykańskich stała się krajem biednym. W 1999 roku wybuchła druga wojna domowa. Na Liberię pod rządami Taylora zostały nałożone międzynarodowe sankcje, a sam dyktator został oskarżony przez Sąd Specjalny dla Sierra Leone o handel bronią i podsycanie wojny domowej w sąsiednich krajach. W 2003 roku pod naciskiem społeczności międzynarodowej i pokojowego ruchu kobiet (Masowa Akcja Kobiet Liberii na rzecz Pokoju wspierana przez organizację Women in Peacebuilding Network Africa) Taylor zdecydował się na rozmowy pokojowe z pozostałymi stronami konfliktu i jeszcze przed ich zakończeniem zrzekł się władzy. Udał się do Nigerii, gdzie otrzymał azyl polityczny (cofnięty w 2006 roku). Pokój kończący krwawą wojnę domową w Liberii został zawarty 18 sierpnia 2003 roku w stolicy Ghany Akrze.
Między sierpniem a październikiem 2003 prezydentem był Moses Blah. 14 października 2003 sformowano rząd przejściowy pod przewodnictwem Gyude Bryanta. W wyborach prezydenckich na jesieni 2005 zwyciężyła Ellen Johnson-Sirleaf, pokonując w drugiej turze znanego piłkarza George’a Weah. W 2011 Johnson-Sirleaf została wybrana na kolejną, 6-letnią kadencję. 22 stycznia 2018 prezydentem został George Weah – liberyjski piłkarz, działacz humanitarny i polityk.
W maju 2012 roku w Hadze Sąd Specjalny dla Sierra Leone skazał Charlesa Taylora na 50 lat więzienia za zbrodnie wojenne i zbrodnie przeciwko ludzkości.

## Demografia
W skład blisko 5-milionowej populacji Liberii wchodzą liczne grupy etniczne. Żyją tam potomkowie uwolnionych amerykańskich niewolników oraz niewolników z Karaibów (ok. 5%), nazywanych Amerykanoliberyjczykami, którzy stanowili w Liberii wyższą warstwę społeczną. Zdecydowaną większość stanowią jednak plemiona tubylcze (95%), wśród których przeważają liczne plemiona Mande, oraz Kru. Różnorodność etniczna umocniona jest współistnieniem w Liberii ponad 20 języków (urzędowym jest język angielski), a także kultywowaniem animizmu przez dużą część ludności.
| Grupa etniczna            | Język           | Liczebność w tys. | Procent ludności |
| ------------------------- | --------------- | ----------------- | ---------------- |
| Kpelle (Mande)            | język kpelle    | 1022              | 21,83%           |
| Bassa (Kru)               | język bassa     | 749               | 16,00%           |
| Mano (Mande)              | język mano      | 406               | 8,67%            |
| Grebo (7 grup – Kru)      | język grebo     | 376               | 8,02%            |
| Kru                       | język kru       | 275               | 5,87%            |
| Loma (Mande)              | język loma      | 247               | 5,28%            |
| Dan, inaczej Gio (Mande)  | język dan       | 190               | 4,06%            |
| Gola                      | język gola      | 165               | 3,52%            |
| Kissi                     | język kissi     | 145               | 3,10%            |
| Amerykanoliberyjczycy     | język angielski | 141               | 3,01%            |
| Krahn (2 grupy – Kru)     | język krahn     | 141               | 3,01%            |
| Vai (Mande)               | język vai       | 134               | 2,86%            |
| Maninka (2 grupy – Mande) | język maninka   | 120               | 2,56%            |
| Gbandi (Mande)            | język gbandi    | 106               | 2,26%            |

## Miasta Liberii
Poniższa lista przedstawia największe miasta Liberii według spisu z 2008 roku:
| Lp. | Miasto   | Hrabstwo    | Liczba mieszkańców |
| --- | -------- | ----------- | ------------------ |
| 1.  | Monrovia | Montserrado | 1 010 970          |
| 2.  | Ganta    | Nimba       | 41 106             |
| 3.  | Buchanan | Grand Bassa | 34 270             |
| 4.  | Gbarnga  | Bong        | 34 046             |
| 5.  | Kakata   | Margibi     | 33 945             |
| 6.  | Voinjama | Lofa        | 26 594             |
| 7.  | Zwedru   | Grand Gedeh | 23 903             |
| 8.  | Harbel   | Margibi     | 23 402             |
| 9.  | Pleebo   | Maryland    | 22 963             |
| 10. | Foya     | Lofa        | 19 522             |

## Ustrój polityczny
Zgodnie z konstytucją z 1986 (modyfikowana 1988) Liberia jest republiką. Na jej czele stoi prezydent wybierany w wyborach powszechnych na 6-letnią kadencję, będący jednocześnie szefem rządu. Władza ustawodawcza należy do 2-izbowego parlamentu pochodzącego z wyborów powszechnych (Senat, o 9-letniej kadencji, liczy 30 senatorów, Izba Reprezentantów, o 6-letniej kadencji – 64 członków). Władzę wykonawczą sprawuje rząd powoływany przez prezydenta.

## Podział administracyjny
Państwo podzielone jest na 15 hrabstw:
| - Bomi - Bong - Gbarpolu - Grand Bassa - Grand Cape Mount - Grand Gedeh - Grand Kru - Lofa | - Margibi - Maryland - Montserrado - Nimba - River Cess - River Gee - Sinoe |

## Gospodarka
Liberia jest znana jako kraj „taniej bandery”. Zarejestrowane tu statki tworzą największą flotę na świecie. Ich łączny tonaż wynosi 99 mln DWT.
ONZ zalicza Liberię do grupy jednych z najsłabiej rozwiniętych państw świata (tzw. LDC – Least Developed Countries).

## Religia

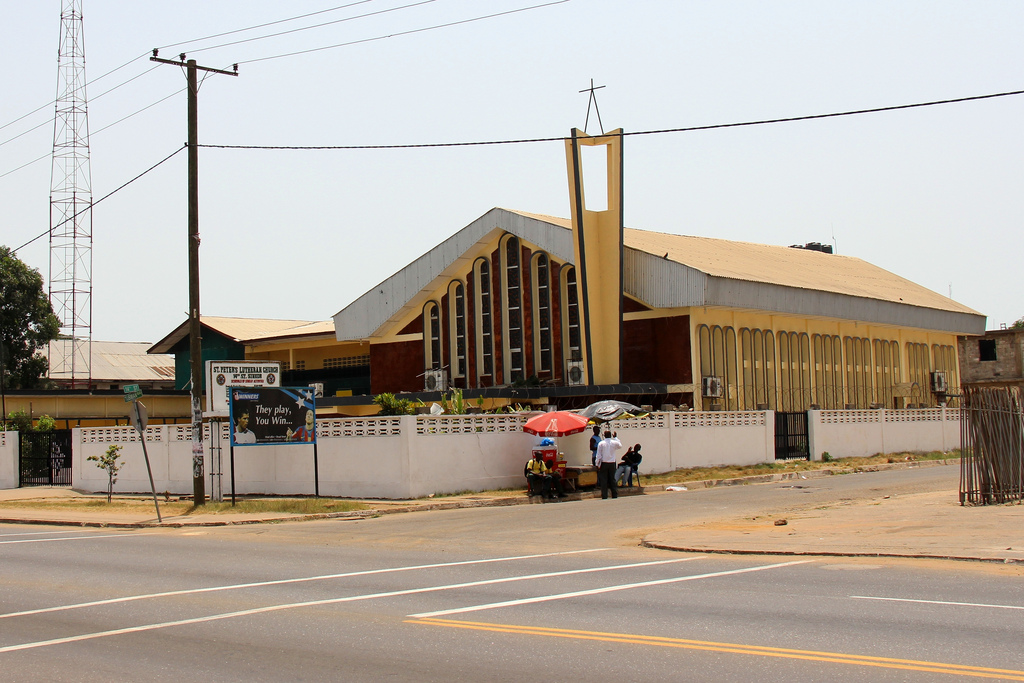
Luterański kościół św. Piotra w Monrovii

Struktura religijna kraju w 2010 roku według Pew Research Center:
- protestantyzm – 76,0%
- islam – 12,0%
- katolicyzm – 7,2%
- inni chrześcijanie – 1,5% (w tym Świadkowie Jehowy)[11]
- brak religii – 1,4%
- prawosławie – 0,9%
- tradycyjne religie afrykańskie – 0,5%
- inne religie – 0,5%.

W protestantyzmie liberyjskim największe denominacje (z ponad 25 tys. wiernych) stanowią kolejno: Zjednoczony Kościół Metodystyczny, Konwencja Baptystyczna, Kościół Luterański w Liberii, Zbory Boże w Liberii, Kościół Pana „Aladura”, Kościół Adwentystów Dnia Siódmego, African Christian Fellowship International, Kościół Episkopalny, Zielonoświątkowe Zbory Świata, Zjednoczony Kościół Zielonoświątkowy, United Liberian Inland Church, Afrykański Kościół Metodystyczno-Episkopalny i Betel World Outreach.

## Siły zbrojne
Armia Liberii z rocznym budżetem na cele obronne wynoszącym 14,5 mln dolarów (USD) jest na przedostatnim (138) miejscu w rankingu Global Firepower 2021. Liberia posiada jedynie siły lądowe wyposażone w 55 pojazdów opancerzonych. Aktywny personel wojskowy liczy 2200 osób.